# Laure d’Estell
Laure d’Estell est le premier roman de Sophie Nichault de la Valette, dame Lottier puis Gay, publié anonymement en l’an X (1802) en 3 volumes.
Ce roman dramatique, sous forme épistolaire, aborde en marge de l’histoire principale, la vaccination mais aussi le viol et son impunité. Il est aussi vu comme un roman à clé mettant en scène Mme de Genlis.

## Résumé
Dès sa parution, il est résumé : Laure d’Estell, veuve de Henri, qu’elle croit avoir été tué à l’armée, se décide à se retirer à la campagne de Mme de Varannes, sa belle-mère, et à s’y dévouer à l’éducation de sa fille, celle de Henri, pour qui elle a eu une tendre affection, et qu’elle croit que rien n’effacera de son cœur. Mme de Varannes a deux autres enfans ; Frédéric, jeune fou dont le cœur est bon et la tête mauvaise ; et Caroline, jeune personne sans caractère. Frédéric devient amoureux de sa belle-sœur ; mais un voisin de campagne, sir James Drimer, anglais aimable, mélancolique, et dévoré d’un chagrin dont on ignore la cause, en devient aussi épris, et lui inspire, malgré le souvenir de Henri, les sentimens les plus tendres. Cependant, par des motifs qu’elle ne comprend pas, il évite de se trouver avec elle, de lui parler, de laisser voir son amour, et paraît éprouver des combats intérieurs très-violents. Bien plus, il se trouve être l’ami, même le confident de Frédéric. Laure, de son côté, fait connaissance avec une sœur de sir James, et cette liaison amène plusieurs incidens qui donnent occasion à l’auteur de montrer sous un jour avantageux le caractère de ses principaux personnages. La situation devient de plus en plus pressante. Frédéric, jeune et étourdi, se croit aimé de Laure ; sir James même paraît se le persuader et approuver cet amour, ce qui la désespère et produit quelques situations bien filées. Enfin sir James, tour à tour indifférent, emporté, amoureux, jaloux, sans que l’on devine les motifs de sa bizarre conduite, se décide à s’éloigner ; mais la douleur de Laure, au moment de son départ, lui apprend à quel point il est aimé, et lui arrache son funeste secret. Il aime avec passion, mais son amour est coupable ; il ne peut être uni à Laure. Tout se découvre : ce n’est pas à l’armée que Henri a été tué ; c’est de la main de sir James qui l’a soupçonné, par erreur, de lui avoir enlevé une femme qui le trompait et dont il était épris. On peut juger de l’effet que produisent ces événemens. L’âme sensible de Laure en est frappée mortellement : aimer celui qui a ôté la vie à un époux qui lui a été cher, est une douleur trop forte pour elle ; elle tombe malade. Sir James de son côté, tourmenté par le remords, et un amour sans espoir, ne peut plus supporter la vie, et il se tue sur le tombeau d’Henri ; Laure ne lui survit que de quelques mois.

## Analyse
L’auteur, non content de publier le roman de manière anonyme, prétend dans la préface avoir reçu les lettres d’une personne morte sur l’échafaud, ce qui permet de planter un contexte historique. Recevoir le roman d’un tiers (ou de tiers), c'est une reprise des Lettres persanes de Montesquieu, petite supercherie qui sera aussi celle d’Octave Feuillet dans Le Journal d’une femme, où l’auteur prétend de même n’avoir fait que la mise en forme du contenu et donc de ne pas en avoir l’entière responsabilité. 
Le roman aurait été écrit et publié pour venir au secours d’un oncle et d’une tante, M. et Mme B… de L…, qui se trouvaient sans ressources au retour de l’émigration.

## Personnages
- Laure d’Estell, veuve du regretté Henri, marquise par mariage, riche de naissance, n’a que 20 ans,
- Mme de Varannes, belle-mère de Laure, mère de Frédéric, Caroline et de feu Henri,
- Frédéric de Varannes, amoureux éconduit de Laure
- Caroline de Varannes, 16 ans, élevée au couvent,
- Emma, enfant de Laure et de feu Henri, petite-fille de Mme de Varannes, 4 ans
- Lise, bonne d’Emma
- Abbé de Cérignan, 35 ans, neveu de l’archevêque d’A***, ancien ami de la famille, directeur du couvent de Caroline, invité au chateau, suborneur de Caroline
- Mme de Gercourt (Mme de Genlis), amie de longue date de Mme de Varannes, autrice, elle s'invite au chateau de Varannes,
- le comte de Savinie et sa femme Lady Lucie, fille de lord Drimmer, des voisins, intimes des Varannes
- Sir James Drymer, frère de Lady Lucie, aimant et aimé de Laure, ami de Frédéric
- Jenny enfant du comte et de Lady Lucie, amie d’Emma
- M. Billing, ami des Savinie
- M. Bomard, le curé de Varannes, à la fois pieux, tolérant et bienfaisant.
- cousin Delval
- Henri d’Estell
- Jeannette, la fille du concierge du château, dont le cœur vacille entre un officier et son promis le fermier
- le docteur Nélis
- Juliette de Norval, amie de Laure et destinataire de ses lettres.

## Éditions
- 1802 — an X : 3 volumes par Mme ***, Paris, Ch. Pougens, Gallica
- 1864 — Paris, Michel Lévy frères, libraires éditeurs
  - Laure d’Estell sur Wikisource, Paris, Paris, Michel Lévy frères, libraires éditeurs, 1864    (Wikisource)

### Traductions
- Laura von Estell. Aus dem Französischen von K. L. M. Müller. Berlin 1811

## Réceptions
- Le roman parait parmi les 198 autres de cette année en France, qui sont pour la plupart de nouveaux romans (peu de rééditions), et dont seuls 15 sont de forme épistolaire. Ils sont souvent loués par volume dans les cabinets de lecture[3]. Il se distingue par un titre sobre et l’absence de gravure ou portrait de l’autrice. Il bénéficie dès sa sortie d’un article détaillé dans La Décade philosophique qui en distingue 24[4]. Le roman est aussi distingué par La bibliothèque française, qui en retient 21. Seuls 4 romans ont cette double recenssion en 1802, Laure d’Estell est du nombre au côté d’Élisa Bermont de Mme d’Argebousé, Larouski et Floriska de Lacroix de Niré et Charles et Marie d’Adélaïde de Souza. Delphine de Germaine de Staël ne sera recenssé que l’année suivante[3].
- Le chevalier de Boufflers qui a engagé Sophie à publier le roman, écrit dans le Journal de Paris du 23 floréal an X (19 mai 1802), un article Conversation entre un vieil homme de lettres et un jeune, viel homme qui donne des conseils sur l’écriture d’un roman… le jeune rétorque « Savez-vous bien, mon cher maître, que voilà trop de conditions que vous exigez pour un travail de haute fantaisie ; et où trouver un roman qui les rassemble ? » À quoi le maître répond froidement : « Chez Pougens, libraire, quai Voltaire : demandez Laure d’Estell, par Mme… »[5]. En plus de cette manière de publicité, il reprend les passages ayant trait à Mme de Genlis : « Tu la traites bien sévèrement. Quoi ! Tu prétends qu’elle met les vices en action et les vertus en préceptes ? Ah ! ma Juliette, tu n’as pas réfléchi sur toute l’étendue de cette méchanceté ! Sais-tu bien qu’une femme de ce caractère serait plus dangereuse par l’apparence même de cette vertu, que celle qui ne mettrait aucune pudeur dans sa conduite. On l’accuse, dis-tu, d’un peu de galanterie : tu n’ignores pas que sur ce point on amplifie toujours ; et quant à ce qui regarde la petite querelle de ménage qu’on veut absolument qu’elle ait excitée entre un grand seigneur et sa femme, sais-tu ce qui l’a amenée ? » À la suite de l’article, Mme de Genlis, initie une polémique par journaux interposés et dénigre le roman.
- Chénier aurait prisé le livre et son idée principale[n 1].
- Le vicomte de Ségur donne au Journal des Débats un article élogieux, inséré ensuite dans ses Œuvres diverses.
- Alissan de Chazet en fait la louange dans un poème[n 2].